# Naturwald Kleinengelein
Der Naturwald Kleinengelein ist ein etwa 53 Hektar großer Naturwald im nördlichen Steigerwald. Er liegt im Gebiet der Gemeinde Rauhenebrach im unterfränkischen Landkreis Haßberge sowie im gemeindefreien Gebiet Wustvieler Forst im Landkreis Schweinfurt. Das Gebiet befindet sich nordwestlich des Ortes Untersteinbach und wurde im Jahr 2022 als Naturwald ausgewiesen. Es zählt zu den ökologisch bedeutendsten Schutzgebieten Bayerns.

## Geographische Lage
Das Schutzgebiet liegt im nördlichen Teil des Mittelgebirges Steigerwald, das nahezu deckungsgleich mit dem gleichnamigen Naturpark ist. Der Naturwald ist eingebettet in einen größeren, zusammenhängenden Waldkomplex am östlichen Rand des Landkreises Schweinfurt und am westlichen Ende des Landkreises Haßberge.
Nördlich schließt sich der Naturwald Knetzberge-Böhlgrund an, der mit knapp 850 Hektar Fläche zu den größten Naturwäldern Bayerns gehört und die beiden Naturwaldreservate Böhlgrund und Mordgrund verbindet.
Östlich liegen mehrere markante Erhebungen, darunter der Steinberg (425 m ü. NHN), der Birkenhügel (444 m ü. NHN) und der Hohenberg (458 m ü. NHN). In östlicher Richtung befindet sich außerdem der Weilersbach, der als Steinbach in die Rauhe Ebrach mündet. Dort liegt auch das ökologisch wertvolle Naturschutzgebiet Weilersbachtal, das ein kleines Moorgebiet umfasst.
Südlich des Naturwaldes liegen die Ortsteile Untersteinbach und Wustviel (Gemeinde Rauhenebrach) sowie die Erhebung Ebracher Ranken (410 m ü. NHN). Südwestlich befindet sich der Ort Geusfeld, weiter westlich der Michelauer Ortsteil Neuhausen mit dem Naturschutzgebiet Spitalgrund-Oberes Volkachtal.
Der Naturwald liegt vollständig innerhalb mehrerer übergeordneter Schutzgebiete: des FFH-Gebiets Buchenwälder und Wiesentäler des Nordsteigerwalds, des Vogelschutzgebiets Oberer Steigerwald sowie des Naturparks Steigerwald.

## Geschichte und Schutzstatus
Erstmals urkundlich erwähnt wurde das Gebiet im Jahr 1023, als es sich im Besitz des Hochstifts Würzburg befand. Bis ins 16. Jahrhundert wurde der Wald weitgehend unkontrolliert genutzt, teils geplündert und nicht nachhaltig bewirtschaftet.
Mit der Einführung einer Waldordnung durch das Hochstift im 17. Jahrhundert entwickelte sich im Kleinengelein ein oberholzreicher Mittelwald. Während Eichen als Bauholz geschlagen wurden, blieben die weniger gefragten Buchen oft stehen – viele dieser alten Exemplare sind bis heute erhalten.
Im Jahr 2010 wurde das Gebiet zunächst als Naturwaldreservat ausgewiesen. Im Zuge des Volksbegehrens Artenvielfalt & Naturschönheit in Bayern beschloss die Bayerische Staatsregierung 2019, zehn Prozent des Staatswaldes aus der Nutzung zu nehmen und als Naturwälder auszuweisen. In diesem Rahmen erhielten auch bestehende Naturwaldreservate wie das Kleinengelein den Status Naturwald.
In Naturwäldern und Naturwaldreservaten finden – abgesehen von notwendigen Maßnahmen zur Verkehrssicherung und zum Waldschutz – keine forstwirtschaftlichen Eingriffe statt.
Der Naturwald Kleinengelein ist Teil der bundesweiten Strategie zur natürlichen Waldentwicklung, mit dem Ziel, langfristig mindestens fünf Prozent der Wälder dauerhaft aus der Nutzung zu nehmen. Eine internationale Einordnung des Gebietes als Wildnisgebiet nach IUCN-Kriterien ist bislang nicht erfolgt, da unter anderem die erforderliche Mindestgröße nicht erreicht wird.

## Schutzgründe
Der Naturwald Kleinengelein beherbergt einen der ältesten bekannten Buchenwälder Deutschlands. Einige Exemplare stammen noch aus der Zeit des Dreißigjährigen Krieges, viele weitere aus dem 18. Jahrhundert. Die dünneren Nebenbestände sind in der Regel zwischen 50 und 100 Jahre alt.
Im Rahmen einer Kartierung wurden zahlreiche sogenannte Starkbuchen – Bäume mit besonders großem Stammumfang – dokumentiert. Zu den eindrucksvollsten Individuen zählen Buchen mit einem Umfang von 3,96 Metern bei einer Höhe von 41,0 Metern, 3,28 Metern bei 45,5 Metern, 3,13 Metern bei 46,6 Metern und 3,10 Metern bei 46,8 Metern. Weitere bedeutende Exemplare weisen einen Umfang von 3,04 Metern bei 44,5 Metern Höhe, 2,73 Metern bei 45,0 Metern, 2,67 Metern bei 44,7 Metern, 2,65 Metern bei 45,3 Metern, 2,60 Metern bei 44,7 Metern, 2,27 Metern bei 45,2 Metern sowie 1,90 Metern bei 45,8 Metern auf. Diese außergewöhnlichen Maße belegen eindrucksvoll die hohe Altersstruktur und naturnahe Entwicklung des Buchenwaldes.
Auch aus faunistischer Sicht ist das Gebiet von besonderem Interesse: Das Kleinengelein gilt als der einzige bekannte Buchenbestand in Deutschland, in dem die vier Schnäpperarten Zwergschnäpper, Halsbandschnäpper, Trauerschnäpper und Grauschnäpper gleichzeitig vorkommen. Dieses gleichzeitige Auftreten ist äußerst selten und unterstreicht die besondere naturschutzfachliche Bedeutung des Gebietes.

## Nationalpark und UNESCO-Weltnaturerbe
Der Naturwald Kleinengelein spielt eine zentrale Rolle in der Diskussion um die mögliche Einrichtung eines Nationalparks im nördlichen Steigerwald. Eine Ausweisung als UNESCO-Weltnaturerbe wäre nur im Rahmen eines Großschutzgebiets realisierbar. Mehrere Naturschutzverbände fordern daher, das Kleinengelein gemeinsam mit dem Weilersbachtal in den nördlich gelegenen Naturwald Knetzberge-Böhlgrund zu integrieren, um die erforderliche Mindestgröße von 1.000 Hektar für eine Bewerbung als Weltnaturerbe zu erreichen.